# Пейли, Уильям (журналист)
Уильям С. Пейли (28 сентября 1901, Чикаго — 26 октября 1990, Нью-Йорк) — американский журналист, президент телерадиокомпании CBS.
Уильям Пэйли (William Paley), наследник табачной компании Congress Cigar Company, был ещё одним попечителем Музея современного искусства, имеющим тесные связи с миром разведки. Хороший друг Аллена Даллеса, Пэйли с помощью телевизионной сети Си-би-эс (CBS), которой он владел, обеспечивал прикрытие для сотрудников ЦРУ

## Биография
Потомок владельца лесопилки в украинском городе Бровары Исаака Палея, который в 1888 году эмигрировал в США. Отец Уильяма — Самуил Пейли, основатель сигарной марки La Palina. После окончания школы Уильям Пейли поступил в Западную военную академию. В 1919 году семья Пейли переехала в Филадельфию и открыла там сигарную фабрику. В том же году Уильям поступил в Уортонскую школу бизнеса при Пенсильванском университете. В 1922 году после окончания бизнес-школы Пейли был нанят на работу своим отцом. После неудачной попытки компании Congress Cigar Company перепрофилироваться на производство сигарет, Пейли сосредоточился на рекламе сигар «La Palina», используя для этой цели радио. Через некоторое время он начал тайно спонсировать местную филадельфийскую радиостанцию WCAU, которая стала выпускать в эфир рекламную передачу «Час Ла Палины» с оркестром и певцом. Продажа сигар резко увеличилась в период, когда передача была в эфире, и снизилась после прекращения выпуска. С тех пор компания Congress Cigar Company стала одним из постоянных рекламодателей станции.
В 1927 году радиостанция WCAU вошла в состав радиосети Columbia Phonographic Broadcasting System (CPBS), в которую, кроме неё, входило еще 15 партнёрских радиостанций. Находясь на грани банкротства, владельцы сети обратились за помощью к Сэму Пэйли, который купил всю радиосеть для своего сына. Став президентом, Уильям убрал из прежнего названия сети слово Phonographic и компания стала называться Columbia Broadcasting System. Пейли понимал, что ключом для успешной продажи рекламного времени является хорошее оформление рекламы. Этим Пэйли отличался от большинства радиобизнесменов, которые видели в радиостанциях звуковой эквивалент местных газет.